# Liste der Kulturdenkmale in Berdorf
In der Liste der Kulturdenkmale in Berdorf sind alle Kulturdenkmale der luxemburgischen Gemeinde Berdorf aufgeführt (Stand: 15. Juli 2025).

## Kulturdenkmale nach Ortsteil

### Berdorf
| Bild                 | Bezeichnung          | Lage                          | Beschreibung | Stufe | Eingetragen seit |
| -------------------- | -------------------- | ----------------------------- | --- | ----- | ---------------- |
| Weitere Bilder       | Viergötterstein      | Pfarrkirche Berdorf (Karte)   | Der Viergötterstein ist ein würfelförmiger Sandstein mit einer Seitenlänge von ca. einem Meter, um den herum in Hochreliefs die römischen Götter Juno, Minerva, Apollo und Herkules dargestellt sind. Er steht in der Pfarrkirche Berdorf und wird als Sockel des Hauptaltar genutzt. Der Stein war ursprünglich der Sockel einer römischen Votivsäule. | PCN   | 25. April 2019   |
| ehemaliger Bauernhof | ehemaliger Bauernhof | 30, Biirkelterstrooss (Karte) | | IS    | 24. Januar 2014  |
| Bauernhof            | Bauernhof            | 23, Biirkelterstrooss (Karte) | | IS    | 14. Januar 2019  |

### Bollendorferbrück
| Bild                        | Bezeichnung                 | Lage                          | Beschreibung | Stufe | Eingetragen seit   |
| --------------------------- | --------------------------- | ----------------------------- | ------------ | ----- | ------------------ |
|                             | Archäologische Fundstätte   | Kalekapp (Karte)              |              | PCN   | 29. März 2019      |
| Weitere Bilder              | Mariä-Himmelfahrt-Kirche    | (Karte)                       |              | PCN   | 19. September 2024 |
| ehemaliger Bahnhof Grundhof | ehemaliger Bahnhof Grundhof | 25, route de Diekirch (Karte) |              | IS    | 14. Mai 1991       |

Legende: PCN – Immeubles et objets bénéficiant des effets de classement comme patrimoine culturel national; IS – Immeubles et objets inscrits à l’inventaire supplémentaire

## Quelle
- Liste des immeubles et objets beneficiant d’une protection nationales, Nationales Institut für das gebaute Erbe, Fassung vom 9. Juni 2023, S. 6 f. (PDF)

- Karte mit allen Koordinaten:
- OSM |
- WikiMap

Bad Mondorf |
Bartringen |
Bauschleiden |
Bech |
Beckerich |
Befort |
Berdorf |
Bettemburg |
Bettendorf |
Betzdorf |
Bissen |
Biwer |
Burscheid |
Bous-Waldbredimus |
Clerf |
Colmar-Berg |
Consdorf |
Contern |
Dalheim |
Diekirch |
Differdingen |
Dippach |
Düdelingen |
Echternach |
Ell |
Ernztalgemeinde |
Erpeldingen an der Sauer |
Esch an der Alzette |
Esch an der Sauer |
Ettelbrück |
Fels |
Feulen |
Fischbach |
Flaxweiler |
Frisingen |
Garnich |
Goesdorf |
Grevenmacher |
Grosbous-Wahl |
Habscht |
Heffingen |
Helperknapp |
Hesperingen |
Junglinster |
Käerjeng |
Kayl |
Kehlen |
Kiischpelt |
Koerich |
Kopstal |
Lenningen |
Leudelingen |
Lintgen |
Lorentzweiler |
Luxemburg |
Mamer |
Manternach |
Mersch |
Mertert |
Mertzig |
Monnerich |
Niederanven |
Nommern |
Parc Hosingen |
Petingen |
Préizerdaul |
Pütscheid |
Rambruch |
Reckingen/Mess |
Redingen/Attert |
Reisdorf |
Remich |
Roeser |
Rosport-Mompach |
Rümelingen |
Saeul |
Sandweiler |
Sassenheim |
Schengen |
Schieren |
Schifflingen |
Schüttringen |
Stadtbredimus |
Stauseegemeinde |
Steinfort |
Steinsel |
Strassen |
Tandel |
Ulflingen |
Useldingen |
Vianden |
Vichten |
Waldbillig |
Walferdingen |
Weiler zum Turm |
Weiswampach |
Wiltz |
Winseler |
Wintger |
Wormeldingen